# アミラ
アミラ(Amirat)は、フランスの南東部に位置するアルプ＝マリティーム県のコミューンである。

## 地理
この小さな村は、3つの地区から構成されている。
- Agots:教会とホステルがある。
- Amirat village:役場がある。
- Maupoil:16世紀のサン・ジャネ礼拝堂がある。

## 歴史
2002年の2回目の投票で、アミラはジャン＝マリー・ル・ペンに投票した人の割合が59.26%に達し、フランスの全てのコミューンの中で4番目に高かった。

## 首長
現在の首長は、2005年に選出され、2008年に再選出された国民運動連合のYvon Michelである。

## 人口
住民はAmiratoisとして知られる。

## 観光
Maupoilには、かわいらしい木製の門を持つ16世紀のサン・ジャネ礼拝堂がある。